# 福伊茨贝格
福伊茨贝格（德語：Voitsberg，德語發音：[ˈfɔɪ̯t͡sbɛʁk] ⓘ）是奥地利施泰尔马克州福伊茨贝格县的首府，它坐落在西施泰尔马克的山地丘陵地带，以前此地区曾经是矿区。

## 地理
周边市镇
·	北：贝恩巴赫 (Bärnbach)

·	东：施塔尔霍芬 (Stallhofen)

·	南：克罗滕多夫-盖斯费尔德 (Krottendorf-Gaisfeld)

·	西：沃尔米斯山麓圣马丁 (Sankt Martin am Wöllmißberg)

·	西北：凯纳赫河畔罗森塔尔 (Rosental an der Kainach)

## 历史及政治
1165年就有人在山脚下居住，到了1196年本地就具有了集市的特征。福伊茨贝格市在1220年第一次被提到时的名字是锡维塔斯（Civitas）。

市议会

市议会由7名议员组成，议席分布如下：

·	市长：恩斯特·梅克斯纳 （Ernst Meixner）奥地利社会民主党 

·	第一副市长：格特鲁德·萨特勒 （Gertrude Sattler）奥地利社会民主党

·	第二副市长：瓦尔特·盖希 （Walter Gaich）奥地利人民党

·	4名市议员全部是奥地利社会民主党党员：阿尔弗雷德·迈尔 （Alfred Meyer），弗兰茨·萨赫内格 （Franz Sachernegg），西格弗里德·蓬格拉茨 （Siegfried Pongratz）和约翰·帕普斯特 （Johann Papst）。

## 文化和自然景观
由阿里克·布劳尔（Arik Brauer）所举办的“艺术馆式的市政厅”是本地的一个最吸引人的地方。还有市中心街道两边的古老的房屋，充斥着浓厚的历史气息，此外值得一提的是福伊茨贝格市山上的城堡遗迹，在那里每年都会举行城堡聚会。在它的旁边就是新装修的古堡餐厅。

庄严雄伟的古堡遗迹以及格拉芬泰希（Schlosspark Grafenteich）的城堡花园和它的格赖瑟内格（Schloss Greissenegg）的宫殿在本市交映生辉。

其他的景观还有圣约瑟夫教堂（Sankt Josef Kirche），米歇尔教堂（Michaelkirche），圣血教堂（Heiligenblutkirche），由弗兰茨·韦斯（Franz Weiss）设计的特雷吉斯特乡村小礼拜堂（Dorfkapelle Tregist）和一个由恩斯特·拉斯尼克（Ernst Lasnik）举办的城市历史展览。

## 经济和基础设施
经济
福伊茨贝格市的经济结构是由中小型企业参与的混合型跨部门的经济结构，许多企业装备现代化并具有很高的生产力。全部企业通过了国际ISO 9000的质量认证，大部分工业产品销往国外。福伊茨贝格市是本地区的经济中心，并且在阿尔卑斯-亚得利亚地区有着重要的影响力。位于欧洲中心的理想的地理位置给当地的企业一个机会，从这里向东南欧的市场提供产品。

交通
福伊茨贝格市不靠近高速公路。如果想从高速公路到达本市，则要开A2高速公路，离本市最近的高速公路出口是帕克山口（Packsattel）或者莫斯基兴（Mooskirchen）。

人们也可以乘火车到达福伊茨贝格市。在克夫拉赫和格拉茨之间有一段铁路，此条线路正好通过福伊茨贝格市，从这里到达奥地利第二大城市格拉茨仅需要45分钟，此段铁路的铺设极大方便了市民的出行。

从福伊茨贝格市到格拉茨有三条公共汽车线路，它们分别是700， 710和727，在非周末的时候，每小时一班。

## 城市的名人
路德维希·罗赫利策尔（Ludwig Rochlitzer），著名作曲家 